# 张志和 (1894年)
张志和（1894年—1975年），原名清平，男，四川邛崃人，中国政治人物，曾任政务院参事，民盟中央委员，第二届全国政协委员。